# Хэлянь Дин
Хэлянь Дин (кит. трад. 赫連定, пиньинь Hèlián Dìng, ?—432) — вождь хунну, последний император государства Ся.

## Биография
Сын вождя Хэлянь Бобо, сведений о матери и годе рождения история не сохранила. Впервые упоминается в источниках в 414 году, когда Хэлянь Бобо, уже провозгласивший себя «небесным князем государства Великое Ся» (大夏天王), сделал своего сына Хэлянь Гуя наследником престола, а прочим сыновьям раздал титулы; Хэлянь Дин получил титул «Пинъюаньского гуна» (平原公).
Когда в 425 году Хэлянь Бобо скончался, трон занял его сын Хэлянь Чан, который сделал Хэлянь Дина одним из своих самых доверенных генералов. Когда в 426 году генерал Даси Цзюнь из государства Северная Вэй захватил Чанъань, то весной 427 году Хэлянь Чан отправил Хэлянь Дина с войском, чтобы тот попытался отбить Чанъань обратно. Однако боевые действия между Хэлянь Дином и Даси Цзюнем зашли в тупик, а тем временем войска Северной Вэй нанесли удар по столице государства Ся городу Тунвань. Проиграв полевое сражение, Хэлянь Чан в панике бежал в Шангуй, бросив столицу на милость северовэйских войск. Узнав о произошедшем, Хэлянь Дин тоже отступил в Шангуй. Там Хэлянь Чан повысил его в титуле, сделав «Пинъюаньским князем» (平原王).
Даси Цзюнь, намереваясь покончить с государством Ся, бросился в погоню. Хэлянь Чан сначала отступил из Шангуя в Пинлян, но затем вернулся, и осадил армию Даси Цзюня в Аньдине. Однако в ходе одного из нападений северовэйские войска захватили Хэлянь Чана в плен. Хэлянь Дин вернулся в Пинлян и провозгласил себя новым императором.
Даси Цзюнь бросился в погоню за Хэлянь Дином, однако Хэлянь Дин контратаковал его войска и взял Даси Цзюня в плен. Услышав про это, северовэйский генерал Цюдунь Дуй, оставленный на защите Аньдина, запаниковал и бежал в Чанъань. Чанъаньский гарнизон, узнав о разгроме Даси Цзюня, также предпочёл бежать, и в результате государство Ся вернуло себе Чанъань и окружающий регион Гуаньчжун. Зимой 428 года Хэлянь Дин отправил в Северную Вэй посольство с предложением мира, но в ответ северовэйский император издал указ, требующий от Хэлянь Дина покориться, чего тот делать не стал.
Весной 430 года южнокитайская империя Сун предприняла крупное наступление на Северную Вэй, и Северная Вэй в ответ временно оставила земли, лежащие южнее Хуанхэ. Хэлянь Дин заключил союз с империей Сун, направленный против Северной Вэй: стороны договорились, что земли Северной Вэй, лежащие к востоку от гор Тайханшань, отойдут к Сун, а лежащие западнее — к Ся. Однако ни одна из сторон не спешила пересекать Хуанхэ, ожидая, пока это сделают другие, и тогда Северная Вэй решила нанести удар первой и сначала покончить с Ся. Осенью 430 года северовэйский император лично повёл войска на Пинлян.
Тем временем Цифу Мумо, правивший государством Западная Цинь, будучи не в силах отражать удары от государств Северная Лян и Тогон, решил сдаться Северной Вэй. Ему было обещано, что после того, как Северная Вэй уничтожит государство Ся, принадлежащие в настоящее время Ся округа Пинлян и Аньдин будут выделены ему в личный удел. Взяв с собой оставшиеся 14 тысяч семей и предав столицу огню, Цифу Мумо, захватив государственную казну, двинулся к Шангую чтобы там соединиться с войсками Северной Вэй. Услышав об этом, Хэлянь Дин перехватил их, вынудив занять оборону в Наньане. К тому моменту Наньань оставался последним городом под властью Цифу Мумо; все земли к западу уже попали под власть государства Тогон.
Тем временем северовэйские войска подошли к Пинляну. Узнав об этом, Хэлянь Дин поспешил на выручку Пинляна, но по пути был перехвачен тогонским генералом Туси Би и разбит. Ему с остатками войск пришлось бежать в Шангуй. Зимой 431 года северовэйские войска продолжили брать города Ся один за другим. Чувствуя, что Шангуй тоже удержать не удастся, Хэлянь Дин послал своего дядю Хэляня Вэйфа захватить Наньань — последний город, оставшийся под властью Западной Цинь. Так как в городе уже не осталось продовольствия, Цифу Мумо сдался. Хэлянь Вэйфа доставил Цифу Мумо в Шангуй, где Хэлянь Дин казнил всех представителей рода Цифу. Затем Хэлянь Дин отправился на запад, намереваясь уничтожить государство Северная Лян и захватить его территорию, однако во время переправы через Хуанхэ был взят в плен тогонским ханом Мужун Мугуем.
Осенью 431 года Мужун Мугуй отправил в Северную Вэй послов с изъявлением покорности, и сообщил, что хотел бы передать Хэлянь Дина Северной Вэй. Император даровал Мужун Мугую титул и одарил подарками, и весной 432 года Мужун Мугуй отправил Хэлянь Дина в Северную Вэй, где тот был казнён.